# Turaco-de-crista-branca
O turaco-de-crista-branca (Tauraco leucolophus) é uma espécie de aves pertencente à família Musophagidae.

## Distribuição
Este turaco é nativo dos seguintes países: Camarões, Chade, Nigéria, Quénia, República Centro-Africana, República Democrática do Congo, Sudão, Sudão do Sul e Uganda. Ocorre em florestas de planície, bosques e savanas, e em habitats montanhosos até uma altitude de cerca de 2200m.